# Ingeniero Gustavo André
Ingeniero Gustavo André es una localidad y distrito ubicado en el departamento Lavalle, provincia de Mendoza, Argentina. 
Se encuentra sobre la Ruta Provincial 142, a 2 km del río Mendoza. 
Dentro del distrito se encuentra la localidad de Barrio Los Olivos, que en 2001 contaba con más población que la villa cabecera; a su vez el INDEC reconoce al Barrio La Esperanza como un componente de Gustavo André; la población de Gustavo André sin este barrio alcanzaba los 281 habitantes en 2001. En 2010 se inauguró en el Barrio La Floresta un grupo de 32 casas construidas por una cooperativa para trabajadores rurales.
En la localidad hay una unidad carcelaria. Se detectó presencia de arsénico en el agua de red producto de la basura que se deja en los canales de riego. Es la principal zona de producción vitivinícola del departamento, aunque también se destaca la producción de zapallo y cebolla.
Lleva su nombre en homenaje a Gustavo André, ingeniero agrónomo que creó esta colonia. Su nombre anterior era Colonia Francesa, y los primeros habitantes los " Huarpes"  lo conocían como Bandurria, lo denominaban por el nombre de un ave que vivía en las orillas del Río Mendoza. 